# نیکول مینز
نیکول مینز (به انگلیسی: Nicole Maines)(زاده ۷ اکتبر ۱۹۹۷) بازیگر آمریکایی است.
او یک زن ترنس است.
از فیلم‌هایی که وی در آن نقش داشته است می‌توان به مجموعه تلویزیونی سوپرگرل اشاره کرد.
او همچنین اولین فرد تراجنسی است که یک نقش ابرقهرمانی ایفا می‌کند
او یک برادر دوقلو دارد.

## سنین جوانی و تحصیل
مینز و برادر دوقلوی یکسان او جوناس در بدو تولد توسط کلی و وین مینز به فرزندی پذیرفته شدند. یکی از والدین بیولوژیکی آنها پسر عموی دوم کلی بود. اگرچه آنها سالهای اولیه خود را در Gloversville، نیویورک گذراندند، آنها در پورتلند، ماین بزرگ شدند. مینز در بدو تولد مرد تعیین شد و گفت که او می‌داند از سه سالگی بدجنسی سوignedاستفاده شده است. مینز می‌گوید نام نیکول را پس از شخصیت نیکول بریستو در نمایش نیکلودئون Zoey 101 انتخاب کرده است.
مینز در دانشگاه ماین تحصیل کرد و به گفته پدرش برای ادامه بازیگری ترجیح داد در پاییز ۲۰۱۸ برنگردد.
مینز از آن زمان به عنوان بازیگر کار کرده است. این نقش‌ها شامل میهمان سریال تلویزیونی در Royal Pains و یک نقش منظم در Supergirl است.

### واحد مدرسه منطقه ای ۲۶
او شاکی ناشناس، سوزان دو، در دادگاه عالی قضایی ماین در مورد دادگاه در برابر مدرسه منطقه ای واحد ۲۶ در مورد هویت جنسیتی و استفاده از حمام در مدارس بود. مینز که تراجنسیتی است، پس از شکایت از استفاده از سرویس بهداشتی زنانه منع شد. با این حال، دادگاه منع دسترسی دانش آموز تراجنسیتی به دستشویی مطابق با هویت جنسیتی آنها را غیرقانونی اعلام کرد. هنگامی که ماینس در مدرسه ابتدایی بود، پدربزرگ یکی از همکلاسی‌های خود از ماینز که از دستشویی دختران استفاده می‌کرد شکایت کرد. به دنبال آن حادثه، وی از استفاده از سرویس بهداشتی زن منع شد و مجبور به استفاده از دستشویی کارکنان شد. ماینس و خانواده اش از منطقه مدرسه شکایت کردند و ادعا کردند که این مدرسه علیه او تبعیض قائل است. در ژوئن ۲۰۱۴، دادگاه عالی قضایی ماین حکم داد که منطقه مدرسه قانون حقوق بشر را نقض می‌کند و این منطقه را از دسترسی دانش آموزان تراجنسیتی به توالت مطابق با هویت جنسیتی آنها منع می‌کند. پس از دادخواست تبعیض، برای مینز و خانواده‌اش ۷۵۰۰۰ دلار غرامت تأمین شد.

## حرفه
در سال ۲۰۱۵، مینز و خانواده اش موضوع «تبدیل شدن به نیکول: تحول یک خانواده آمریکایی» بودند، این شرح حال خانواده و سازش آنها با تراجنسی بودن مینز است. در ژوئن ۲۰۱۵، ماینس در شبکه USA USA رویال پینز به عنوان یک نوجوان تراجنسی ظاهر شد که ممکن است هورمون‌ها سلامتی او را به خطر بیندازد. در سال ۲۰۱۶، مینز یکی از ۱۱ نفری بود که در یک مستند HBO با عنوان The Trans List معرفی شد. در این مستند، مینز و چند نفر دیگر داستان شخصی خود را در مورد تراجنسی بودن بیان می‌کنند.
در ژوئیه ۲۰۱۸ اعلام شد که Maines به عنوان یک سریال منظم در فصل چهارم سریال Supergirl The CW ظاهر می‌شود. او در نقش نیا نال، یکی از اقوام دور عضو لژیون، Dream Girl ظاهر شد و به همین ترتیب اولین ابرقهرمان تراجنسیتی را در تلویزیون بازی کرد. از شخصیت او به عنوان «زنی با روح و روان برای محافظت از دیگران» یاد می‌شود. شخصیت گزارشگر جدیدی است که کارا زیر بال خود می‌گیرد.
در سال ۲۰۱۹ مینز در بیت، یک فیلم ترسناک دربارهٔ خون‌آشام‌های زن کوئر، برنده جایزه برتر بازیگری در جشنواره فیلم LGBTQ لس آنجلس شد.

## فیلم‌شناسی
| سال         | عنوان             | نقش                 | یادداشت                                       |
| ----------- | ----------------- | ------------------- | --------------------------------------------- |
| ۲۰۱۵        | Royal Pains ""    | آنا                 | قسمت: "شاهزاده هسته ای"                       |
| ۲۰۱۶        | The Trans List "" | خودش                | مستند                                         |
| ۲۰۱۷        | "پوست شما نیست"   | خودش                | مستند                                         |
| ۲۰۱۸ –اکنون | سوپرگرل           | نیا نال / رویاپرداز | بازیگران اصلی (فصل ۴ تا کنون)                 |
| ۲۰۱۹        | بیت ""            | لورل                |                                               |
| ۲۰۲۰        | افسانه‌های فردا    | نیا نال             | قسمت: " بحران در زمینهای بی نهایت: قسمت پنجم" |

## جوایز
| سال  | جایزه                                                                                     | سازمان اعطای جایزه                | منبع          |
| ---- | ----------------------------------------------------------------------------------------- | --------------------------------- | ------------- |
| ۲۰۱۱ | راجر بالدوین                                                                              | اتحادیه آزادی‌های مدنی آمریکا ماین |               |
| ۲۰۱۲ | P.E. پنج ضلعی                                                                             | EqualityMaine                     |               |
| ۲۰۱۴ | سازماندهی جامعه                                                                           | زنان سالم دختران هاردی            | [ ۲ ] [ ۳ ]   |
| ۲۰۱۴ | سامانتا اسمیت                                                                             | صندوق زنان ماین                   | [ ۴ ] [ ۵ ]   |
| ۲۰۱۴ | زن سال                                                                                    | مجله Glamour                      | [ ۶ ] [ ۷ ]   |
| ۲۰۱۵ | جایزه روح متی                                                                             | بنیاد متیو شپارد                  | [ ۴ ]         |
| ۲۰۱۵ | جایزه عدالت اجتماعی زنان جوان                                                             | جوایز ماریان هارتمن               | [ ۸ ] [ ۹ ]   |
| ۲۰۱۶ | اپیزود انفرادی برجسته برای یک سریال بدون شخصیت منظم LGBT                                  | بیست و هفتمین جایزه GLAAD Media   | [ ۱۰ ]        |
| ۲۰۱۸ | جایزه دید                                                                                 | کمپین حقوق بشر شیکاگو             | [ ۱۱ ] [ ۱۲ ] |
| ۲۰۱۹ | جایزه اندی کری برای حمایت از سلامت و جوانان                                               | برابری ترانس اکنون                | [ ۱۳ ] [ ۱۴ ] |
| ۲۰۱۹ | جایزه بزرگ هیئت داوران برای بهترین عملکرد                                                 | Outfest                           | [ ۱۵ ] [ ۱۶ ] |
| ۲۰۱۹ | برجسته‌ترین بازیگر نقش مکمل یا مهمان در حال بازی کردن شخصیت + LGBTQ در یک سریال علمی تخیلی | دومین Emmyهای سالانه Autostraddle | [ ۱۷ ]        |
| ۲۰۲۰ | جایزه Upstander                                                                           | کمپین حقوق بشر                    | [ ۱۸ ]        |